# Corpus Christi en Madrid
La solemnidad del Corpus Christi en Madrid posee una gran significación desde el siglo XIII. Fue adquiriendo fama en Madrid a partir de que los propios reyes asistieran a las procesiones. La procesión del Corpus Christi poseía en Madrid los dos protagonistas: la tarasca y la custodia. El mal es representado con la tarasca, la custodia representando el bien suele ir detrás de la procesión. Tradicionalmente la procesión se ha venido celebrando a mediodía hasta que en algún momento se cambió a la tarde. Las procesiones antiguamente se acompañaban de las procesiones de la Minerva (también denominadas del Dios Grande).

## Historia
La celebración ha ido cobrando poco a poco fuerza desde que en 1482 la reina Isabel la Católica presidió la comitiva, cubierta la cabeza con una toca de velluda (una especie de terciopelo), pies descalzos y portando un cirio. Años más tarde Carlos I participó igualmente en su procesión llevando una vara del palio. Ya durante el reinado de Felipe II la celebración era muy popular en Madrid. La Custodia procesional de plata se encarga a Francisco Álvarez en el año 1573, Francisco A. es el platero de las reinas Isabel de la Paz Valois y de Ana de Austria, esposas del rey Felipe II. El encargo de la custodia fue uno de los detonantes de la popularidad de esta festividad entre los madrileños. 
Felipe II en 1575 prohíbe que los hombres y mujeres bailen en la procesión, es por esta razón por la que solo los niños pudieron hacerlo. Prohibió que se vendieran a las puertas de las Iglesias los típicos buñuelos madrileños, así como las rosquillas y refrescos diversos. La fiesta se comenzaba a celebrar el día anterior cuando un sacristán hacía el recorrido de la procesión en la víspera. En la comitiva que acompañaba al sacristán había un extraño personaje denominado mojigón vestido con una botarga (traje de varios colores y que posee grandes botones) y llevaba una vara de la que penden diversas vejigas de carnero, a menudo golpeaba a los espectadores con ella. El mojigón iba acompañado de una comitiva de mujeres, diablos y ángeles. El sacristán iba indicando el recorrido y los lugares donde se debían colocar los altares. Al llegar la comitiva a la iglesia, se solía realizar un combate simulado entre los diablos y los ángeles.     
Uno de los personajes más asociados a la celebración del Corpus Christi madrileño es la tarasca, una de las principales figuras de la comitiva. Se trata de un animal fantástico con cabeza de dragón y un vientre de gran volumen. La figura se movía de tal forma que causaba espanto entre el público de la procesión. La tarasca no solo era esta figura sino también la mujer que iba delante de la comitiva. Este personaje ya aparece en las descripciones del siglo XV. Se menciona que el nombre proviene de la mujer santa de la localidad francesa de Tarascon, que salvó a varios jóvenes de una serpiente demoniaca. Las referencias más antiguas de la tarasca corresponden a finales del siglo XVI. Esta representación de mujer-dragón supuso desde antiguo una representación de la lucha contra el mal. La tarasca ha representado la avaricia, la malicia, etc. 
A partir del siglo XVII la tarasca fue vestida y peinada a la moda. Al igual que las otras figuras de la comitiva pagana. Es a partir de aquí cuando los asistentes procuraban vestir sus mejores galas para asistir a la procesión. Junto a la tarasca procesionaban los gigantones (decorados con oro), la gigantilla, todos ellos muñecos de gran tamaño. Todos ellos precursores de los gigantes y cabezudos. Los modelos de peinados de la tarasca eran luego imitados por las mujeres de la corte durante el verano y eran solicitados a peluqueros y diseñadores de moda de la época. La tarasca fue polémica, y aunque Felipe III limitó su recorrido ante las protestas de los madrileños, Felipe IV volvió a restaurar su representación. La procesión era una de las más concurridas de Madrid, llegando a participar más de millar y medio de clérigos. 
Carlos III mediante real cédula de 21 de julio de 1780 prohibió la representación de la tarasca y de las otras figuras de la comitiva por considerarlas indecentes. Durante la celebración se procedía a celebrar corridas de toros (en aquellos periodos en los que no estuvo prohibida por los papas), banquetes, representación de autos sacramentales, etc.  Los autos sacramentales se representaban delante del Alcázar (es decir delante del actual Palacio Real) y en la Puerta de Guadalajara. Si a las representaciones acudía mucha gente la representación se repetía otros días. Con el tiempo el interés de estas representaciones fue decayendo y en 1676 algunas autoridades se excusaban de sus ausencias. Felipe V obligó a que estas representaciones se hicieran en los corrales de comedias. 
El coste de la celebración recaía siempre sobre el pueblo, o sobre el Ayuntamiento, en una ocasión la reina Isabel II decidió costear de su bolsillo los gastos de la celebración.[cita requerida]

## La custodia municipal
El encargo inicial de la custodia de plata al orfebre real Francisco Álvarez por subscripción popular hace que la custodia finalmente no pertenezca al clero, sino al pueblo de Madrid. Es por esta razón por la que se conserva en la Casa de la Villa ubicada en el llamado Salón de Goya. Las andas y las cuadradas poseen un cuerpo inferior compuesto de columnas, arcos y cornisa. El cuerpo superior está formado por un templete circular. Es de estilo plateresco y consta de dos cuerpos. El peso de la custodia ronda los ciento diez kilos, posee una altura de casi metro y medio. La Custodia se saca de procesión una vez al año en el Corpus Christi bajo un palio cuyos varales de plata han sido realizados por Manuel Timoteo de Vargas en 1806.

## Procesiones Minerva
Las procesiones del Corpus Christi no eran las únicas que se celebraban, algunas parroquias madrileñas a finales del siglo XIX preparaban procesiones paralelas que denominaban de Minerva. Se denominan así desde que en el siglo XVI, la Congregación del Santísimo Cuerpo de Cristo recibe permiso del papa Paulo III para su celebración. La Procesión salía desde la Iglesia de Santa María de la Almudena y recorría la Calle Mayor, la Puerta del Sol, la calle de Carretas y Atocha.